# 오브제
오브제(프랑스어: objet)는 프랑스어 'objet'에서 온 말로, 예술용어, 철학용어로 쓰이고 있다.

## '예술용어'로써

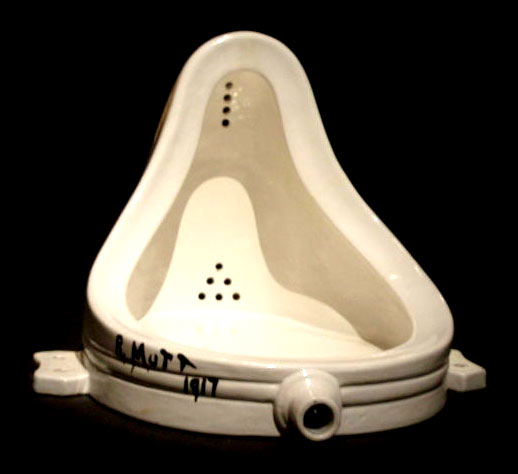
변기를 '오브제'로 쓴 마르셀 뒤샹의 "샘"

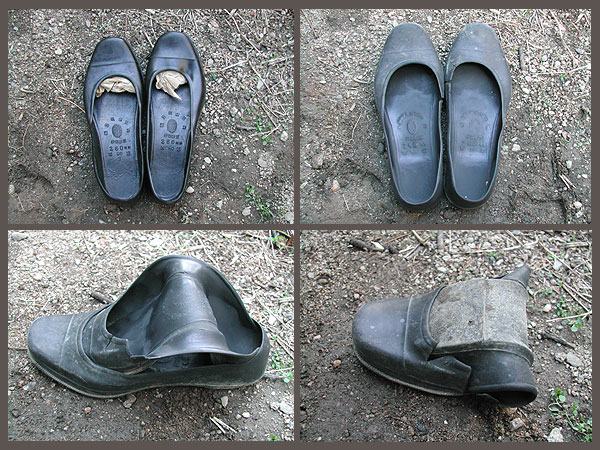
고무신을 '오브제'로 쓴 보기

원래는 사물·객체(客體)·물체 등을 의미했으나 다다나 초현실주의 등 전위예술운동에 의하여 특수한 의미가 주어졌다. 예술과 일견 무관해 보이는 것을 본래의 용도에서 분리, 우연적이고 심리적인 조합에 의하여 진열하면 거기에 연상작용, 잠재의식이 작용하여 몽환적인 그리고 기괴한 효과가 얻어진다. 표류물(漂流物)의 파편, 부서진 기계의 부분, 나아가서는 보통 기성품 등이 사용된다. 일상적인 타성화된 의식을 번복하는 심리적인 효과, 상징적인 가치를 갖는 것이 목표이다.
초현실주의자들은 오브제를 8가지로 분류했는데, ① 수학상 기하모형이나 구성된 작품 ② 나무나 돌 등 자연물 ③ 주술이나 마술에 연관된 미개인이 만든 물건 ④ 일상 잊어버리고 있다가 재발견한 물건이나 표류 ⑤ 시장에 나도는 기성품 ⑥ 움직이는 물체 ⑦ 화재 때 타서 쓰지 못하게 된 물건 ⑧ 잠재의식에 작용하는 상징적 기능을 가진 물체 등이 그것이다.
제2차 세계 대전 후에는 장 뒤뷔페가 각종 오브제와 콜라주를 모은 아상블라주를 도입했고, 네오다다나 팝아티스트인 로버트 라우센버그, 앤디 워홀 등이 대량생산품이나 그 폐품, 인쇄물이나 영상 소리나 빛, 행위 등을 결합하여 환경화하였다. 처음에는 이단으로 보였던 오브제도 미술관에 소장될 정도까지 일반화하였으며, 꽃꽂이 오브제, 인테리어 오브제, 크래프트 오브제 등이 있다.

#### '초현실주의' 미술에서
기존에는 미술 작품으로 여겨지지 않던 것에 작가의 재해석과 새로운 의미 부여로 미술 작품이 될 때 이런 매개체를 '오브제'라고 한다.

#### 공연예술에서
꼭두(영어: puppet) 모양이 아닐 수도 있는 물체에 '꼭두'와 같은 상징적 의미를 담아 쓰는 물체를 이르는 경우.

## 같이 보기
- 진품실

## 참고 문헌
- 이 문서에는 다음커뮤니케이션(현 카카오)에서 GFDL 또는 CC-SA 라이선스로 배포한 글로벌 세계대백과사전의 내용을 기초로 작성된 글이 포함되어 있습니다.